# يان بلاهوفيتش
يان ماتشي بلاهوفيتش (
تُلفظ بالبولندية: [ˈjan bwaˈxɔvitʂ]؛ مواليد 24 فبراير 1983) هو مقاتل فنون قتالية مختلطة بولندي. يُنافس حاليًا في فئة وزن خفيف الثقيل في يو إف سي، حيث كان بطل يو إف سي لوزن خفيف الثقيل الثقيل السابق. أصبح محترفًا منذ عام 2007، كما نافس أيضًا في مواجهة الفنون القتالية وهو بطل مواجهة الفنون القتالية لوزن خفيف الثقيل السابق. وهو ثاني بطل بولندي في تاريخ يو إف سي، بعد المُقاتلة جوانا جيدرزييسيك، وأول بطل بولندي ذكر. اعتبارًا من 1 أغسطس 2023، احتل المركز الرابع في تصنيفات يو إف سي لوزن خفيف الثقيل.

## الخلفية
نشأ بلاهوفيتش في مدينة جيشن في بولندا، وبدأ التدرب على فنون الدفاع عن النفس - الجودو في البداية في سن التاسعة – بسبب تأثير أفلام الأكشن.

## مسيرته في فنون القتال المختلطة

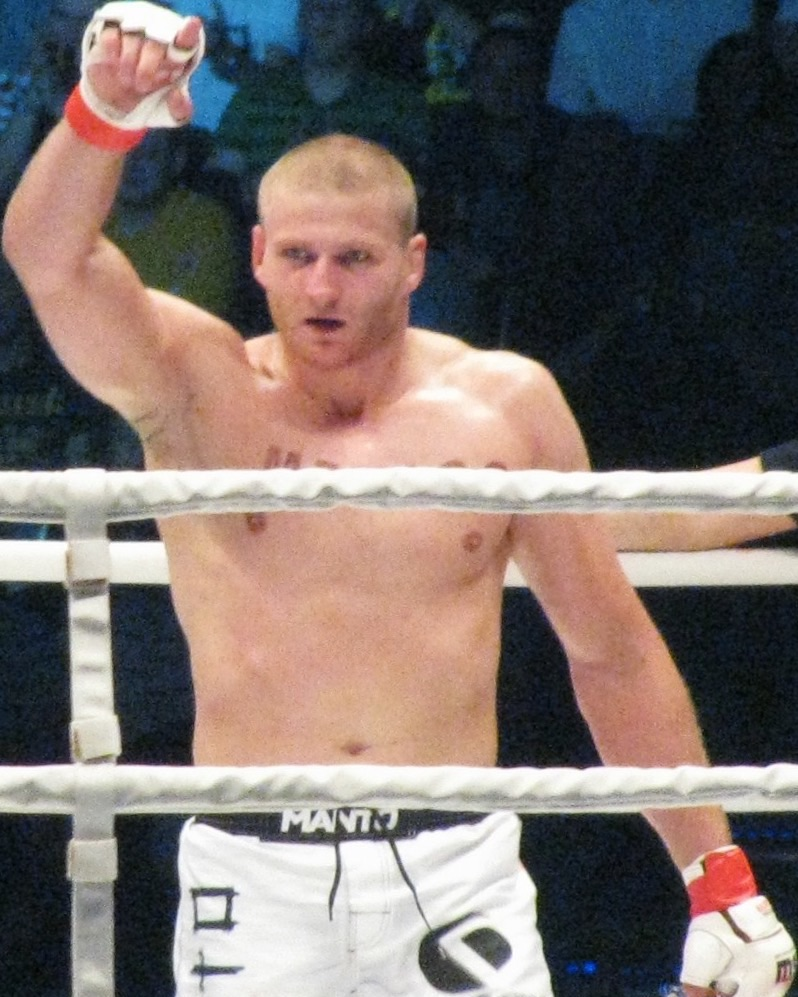
يان بلاهوفيتش يحتفل بالنصر في الحلبة

### يو إف سي
في يناير 2014، بعد تحقيقه رصيد قتالي 17–3 على الساحة الأوروبية، وقع بلاهوفيتش عقدًا للقتال في فئة وزن خفيف الثقيل في يو إف سي.

#### بطل بطولة يو إف سي لوزن خفيف الثقيل
واجه بلاهوفيتش دومينيك ريس لقب بطولة يو إف سي لوزن خفيف الثقيل الشاغر في 27 سبتمبر 2020، في حدث يو إف سي 253. فاز بالقتال عن طريق الضربة الفنية القاضية في الجولة الثانية. نال بسبب هذا الفوز مكافأة أداء الليلة.
واجه بلاهوفيتش بطل الوزن المتوسط في يو إف سي إسرائيل أديسانيا للدفاع عن لقبه لأول مرة في 6 مارس 2021، في حدث يو إف سي 259. فاز بالقتال عن طريق قرار القضاة بالإجماع، ليصبح أول شخص يهزم أديسانيا في مسيرته في فنون القتال المختلطة.
كان من المتوقع أن يدافع بلاهوفيتش عن لقبه للمرة الثانية ضد جلوفر تيكسيرا في حدث UFC 266 في 25 سبتمبر 2021. ومع ذلك، تم تأجيل النزال ونقله إلى 30 أكتوبر 2021، في حدث يو إف سي 267. خسر بلاهوفيتش القتال واللقب من خلال الإستلام للخنق الخلفي العاري في الجولة الثانية.

#### ما بعد البطولة
كان من المقرر أن يواجه بلاهوفيتش في 26 مارس 2022، في حدث يو إف سي على إي إس بي إن 33. ومع ذلك، في أواخر يناير، انسحب بلاهوفيتش بسبب الإصابة وتم إعادة جدولة النزال لحدث يو إف سي على إي إس بي إن 36 في 14 مايو 2022. فاز بلاهوفيتش بالقتال بالضربة الفنية القاضية بعد أن أصبح راكيتش غير قادر على الاستمرار في الجولة الثالثة بسبب إصابة في الركبة.
واجه بلاهوفيتش ماغوميد أنكالايف في 10 ديسمبر 2022، في حدث يو إف سي 282 على لقب بطولة يو إف سي لوزن خفيف الثقيل الشاغر. انتهى النزال بتعادل مثير للجدل اعتبر 23 من أصل 25 عضوًا في وسائل الإعلام النزال فوزًا لأنكالايف.
واجه بلاهوفيتش بطل الوزن المتوسط السابق في يو إف سي أليكس بيريرا في 29 يوليو 2023 في حدث يو إف سي 291. خسر قتال متقارب بقرار القضاة بالانقسام.
كان من المقرر أن يواجه بلاهوفيتش ألكسندر راكيتش في نزال العودة في 20 يناير 2024، في حدث يو إف سي 297. ورغم ذلك، انسحب بلاهوفيتش بسبب جراحة الكتف.

## حياته الشخصية
بلاهوفيتش هو صديق مقرب لمقاتل يو إف سي السابق توماس دروال. كانا يتدربان معًا في مركز تدريب الرمية في سان دييغو عندما أصيب في ركبته في عام 2009. منذ بعض الوقت انتقل إلى وارسو مع صديقته، وقام بتغيير ناديه القديم مثمن ريبنيك إلى نادي باول ناستولا. كما أنه يتدرب أحيانًا في التحالف لفنون القتال المختلطة مع أسماء مثل ألكسندر غوستافسون وفيل ديفيس وجوي بلتران ودومينيك كروز.
أكد بلاهوفيتش ولادة ابنه في ديسمبر 2020.

## البطولات والإنجازات
- يو إف سي
  - بطولة يو إف سي لوزن خفيف الثقيل (مرة واحدة)
    - دفاع واحد ناجح عن اللقب

  - أداء الليلة (خمس مرات) ضد ديفن كلارك، ونيكيتا كريلوف، ولوك روكهولد، وكوري أندرسون، ودومينيك ريس[35][36][37][38][12]
    - بالشراكة مع (فورست غريفين وتيتو أورتيز) سادس أكبر عدد مكافآت ما بعد القتال في تاريخ فئة وزن خفيف الثقيل في يو إف سي (6)

  - قتال الليلة (مرة واحدة) ضد جيمي مانوا [39]
  - بالشراكة مع (ريان بدر ورشاد إيفانز) خامس أكثر عدد من النزالات في تاريخ فئة وزن خفيف الثقيل في يو إف سي (20)[40]
  - سابع أكبر عدد من الانتصارات في تاريخ فئة وزن خفيف الثقيل في يو إف سي (12)[40]
  - رابع أطول وقت قتال في تاريخ فئة وزن خفيف الثقيل في يو إف سي (4:21:56)[40]
  - ثالث أكبر عدد من الضربات المؤثرة في تاريخ فئة وزن خفيف الثقيل في يو إف سي (894)[40]
  - رابع أكبر عدد من الضربات في تاريخ فئة وزن خفيف الثقيل في يو إف سي (1307)[40]
  - بالشراكة مع (كوري أندرسون) رابع أعلى نسبة دقة إسقاطات في تاريخ فئة وزن خفيف الثقيل في يو إف سي (50.0%)[40]
- مواجهة الفنون القتالية
  - بطولة كيه إس دبليو وزن خفيف الثقيل (مرة واحدة؛ السابق)
    - دفاعان ناجحان عن اللقب

  - الفائز ببطولة كيه إس دبليو لوزن خفيف 2010
  - الفائز ببطولة كيه إس دبليو لوزن خفيف 2008
  - الفائز ببطولة كيه إس دبليو لوزن خفيف 2007
  - قتال الليلة (ثلاث مرات)
- موياي تاي
  - 2008: كأس أوروبا المفتوحة − المركز الأول، 91 كغ (فئة أ)
  - 2008: بطولة العالم للاتحاد الدولي لألعاب القوى − المركز الأول، 91 كغ (فئة ب)
  - 2007: بطولة العالم للاتحاد الدولي لألعاب القوى − المركز الثالث، 91 كغ (فئة ب)
  - 2007: البطولات البولندية − المركز الأول، أعلى 91 كغ
  - 2006: كأس بولندا − المركز الثالث 91 كغ
- تصارع
  - 2007: الدوري البولندي للجوجيتسو البرازيلية − المركز الأول، 98 كغ
  - 2007: بطولة بولندا المفتوحة في فنون القتال المختلطة − المركز الثاني، 99 كغ
  - 2007: كأس بولندا للجوجيتسو البرازيلي − المركز الأول، 97 كغ
  - 2005: بطولة بولندا في الجوجيتسو البرازيلية − المركز الثالث، المفتوحة
  - 2005: كأس بولندا للجوجيتسو البرازيلي − المركز الأول، أعلى 91 كغ

## سجل فنون القتال المختلطة
| السجل المهني |        |          |
| 40 نزال      | 29 فوز | 10 خسارة |
| ضربة قاضية   | 9      | 2        |
| إخضاع        | 9      | 2        |
| قرار القضاة  | 11     | 6        |
| تعادل        | 1      | 1        |

| النتيجة | السجل   | الخصم              | الطريقة                                 | الحدث                                         | التاريخ        | الجولة | الوقت | المكان                                  | الملاحظات                                                      |
| ------- | ------- | ------------------ | --------------------------------------- | --------------------------------------------- | -------------- | ------ | ----- | --------------------------------------- | -------------------------------------------------------------- |
| خسر     | 29–10–1 | أليكس بيريرا       | قرار القضاة (بالانقسام)                 | يو إف سي 291                                  | 29 يوليو 2023  | 3      | 5:00  | سولت ليك، يوتا، الولايات المتحدة        |                                                                |
| تعادل   | 29–9–1  | ماغوميد أنكالايف   | تعادل (بالانقسام)                       | يو إف سي 282                                  | 10 ديسمبر 2022 | 5      | 5:00  | لاس فيغاس، نيفادا، الولايات المتحدة     | على لقب بطولة يو إف سي لوزن خفيف الثقيل الشاغر.                |
| فاز     | 29–9    | ألكسندر راكيتش     | ضربة فنية قاضية (إصابة في الركبة)       | يو إف سي على إي إس بي إن: بلاهوفيتش ضد راكيتش | 14 مايو 2022   | 3      | 1:11  | لاس فيغاس، نيفادا، الولايات المتحدة     |                                                                |
| خسر     | 28–9    | غلوفر تيكسيرا      | إخضاع (خنق خلفي عاري)                   | يو إف سي 267                                  | 30 أكتوبر 2021 | 2      | 3:02  | أبو ظبي، الإمارات العربية المتحدة       | خسر لقب بطولة يو إف سي لوزن خفيف الثقيل.                       |
| فاز     | 28–8    | إسرائيل أديسانيا   | قرار القضاة (بالإجماع)                  | يو إف سي 259                                  | 6 مارس 2021    | 5      | 5:00  | لاس فيغاس، نيفادا، الولايات المتحدة     | دافع عن لقب بطولة يو إف سي لوزن خفيف الثقيل.                   |
| فاز     | 27–8    | دومينيك ريس        | ضربة فنية قاضية (باللكمات)              | يو إف سي 253                                  | 27 سبتمبر 2020 | 2      | 4:36  | أبو ظبي، الإمارات العربية المتحدة       | فاز بلقب بطولة يو إف سي لوزن خفيف الثقيل الشاغر. أداء الليلة.. |
| فاز     | 26–8    | كوري أندرسون       | ضربة قاضية (بلكمة)                      | يو إف سي ليلة القتال: أندرسون ضد بلاهوفيتش 2  | 15 فبراير 2020 | 1      | 3:08  | ريو رانتشو، نيومكسيكو، الولايات المتحدة | أداء الليلة.                                                   |
| فاز     | 25–8    | رونالدو سوزا       | قرار القضاة (بالانقسام)                 | يو إف سي ليلة القتال: بلاهوفيتش ضد جاكاري     | 16 نوفمبر 2019 | 5      | 5:00  | ساو باولو، البرازيل                     |                                                                |
| فاز     | 24–8    | لوك روكهولد        | ضربة قاضية (باللكمات)                   | يو إف سي 239                                  | 6 يوليو 2019   | 2      | 1:39  | لاس فيغاس، نيفادا، الولايات المتحدة     | أداء الليلة.                                                   |
| خسر     | 23–8    | تياغو سانتوس       | ضربة فنية قاضية (باللكمات)              | يو إف سي ليلة القتال: بلاهوفيتش ضد سانتوس     | 23 فبراير 2019 | 3      | 0:39  | براغ، جمهورية التشيك                    |                                                                |
| فاز     | 23–7    | نيكيتا كريلوف      | إخضاع (خنق مثلث الذراع)                 | يو إف سي ليلة القتال: هنت ضد أولينيك          | 15 سبتمبر 2018 | 2      | 2:41  | موسكو، روسيا                            | أداء الليلة.                                                   |
| فاز     | 22–7    | جيمي مانوا         | قرار القضاة (بالإجماع)                  | يو إف سي ليلة القتال: ويردوم ضد فولكوف        | 17 مارس 2018   | 3      | 5:00  | لندن، إنجلترا                           | قتال الليلة.                                                   |
| فاز     | 21–7    | جاريد كانونير      | قرار القضاة (بالإجماع)                  | يو إف سي على فوكس: لولر ضد دوس أنجوس          | 16 ديسمبر 2017 | 3      | 5:00  | وينيبيغ، مانيتوبا، كندا                 |                                                                |
| فاز     | 20–7    | ديفن كلارك         | إخضاع (خنق خلفي عاري)                   | يو إف سي ليلة القتال: كاوبوي ضد تيل           | 21 أكتوبر 2017 | 2      | 3:02  | غدانسك، بولندا                          | أداء الليلة.                                                   |
| خسر     | 19–7    | باتريك كامينز      | قرار القضاة (بالأغلبية)                 | يو إف سي 210                                  | 8 أبريل 2017   | 3      | 5:00  | بوفالو، نيويورك، الولايات المتحدة       |                                                                |
| خسر     | 19–6    | ألكسندر غوستافسون  | قرار القضاة (بالإجماع)                  | يو إف سي ليلة القتال: أرلوفسكي ضد بارنيت      | 3 سبتمبر 2016  | 3      | 5:00  | هامبورغ، ألمانيا                        |                                                                |
| فاز     | 19–5    | إيجور بوكراجاك     | قرار القضاة (بالإجماع)                  | يو إف سي ليلة القتال: روثويل ضد دوس سانتوس    | 10 أبريل 2016  | 3      | 5:00  | زغرب، كرواتيا                           |                                                                |
| خسر     | 18–5    | كوري أندرسون       | قرار القضاة (بالإجماع)                  | يو إف سي 191                                  | 5 سبتمبر 2015  | 3      | 5:00  | لاس فيغاس، نيفادا، الولايات المتحدة     |                                                                |
| خسر     | 18–4    | جيمي مانوا         | قرار القضاة (بالإجماع)                  | يو إف سي ليلة القتال: جونزاغا ضد كرو كوب 2    | 11 أبريل 2015  | 3      | 5:00  | كراكوف، بولندا                          |                                                                |
| فاز     | 18–3    | إلير لطيفي         | ضربة فنية قاضية (بركلات للجسد واللكمات) | يو إف سي ليلة القتال: نيلسون ضد ستوري         | 4 أكتوبر 2014  | 1      | 1:58  | ستوكهولم، السويد                        |                                                                |
| فاز     | 17–3    | جوران ريلجيتش      | قرار القضاة (بالإجماع)                  | كيه إس دبليو 22                               | 16 مارس 2013   | 3      | 5:00  | وارسو، بولندا                           | دافع عن لقب بطولة كيه إس دبليو لوزن خفيف الثقيل.               |
| فاز     | 16–3    | هوستون الكسندر     | قرار القضاة (بالإجماع)                  | كيه إس دبليو 20                               | 15 سبتمبر 2012 | 3      | 5:00  | غدانسك، بولندا                          | دافع عن لقب بطولة كيه إس دبليو لوزن خفيف الثقيل.               |
| فاز     | 15–3    | ماريو ميراندا      | قرار القضاة (بالإجماع)                  | كيه إس دبليو 18                               | 25 فبراير 2012 | 3      | 5:00  | بوتسك، بولندا                           | Non-title bout.                                                |
| فاز     | 14–3    | رامو تييري سوكودجو | قرار القضاة (بالإجماع)                  | كيه إس دبليو 17                               | 26 نوفمبر 2011 | 3      | 5:00  | وودج، بولندا                            | فاز بلقب بطولة كيه إس دبليو لوزن خفيف الثقيل.                  |
| فاز     | 13–3    | توني فالتونين      | إخضاع (خنق خلفي عاري)                   | كيه إس دبليو 16                               | 21 مايو 2011   | 2      | 1:23  | غدانسك، بولندا                          |                                                                |
| خسر     | 12–3    | رامو تييري سوكودجو | ضربة فنية قاضية (إصابة في الساق)        | كيه إس دبليو 15                               | 19 مارس 2011   | 2      | 5:00  | وارسو، بولندا                           | على لقب بطولة كيه إس دبليو لوزن خفيف الثقيل الشاغر.            |
| فاز     | 12–2    | دانييل تابيرا      | ضربة فنية قاضية (باللكمات)              | كيه إس دبليو 14                               | 24 سبتمبر 2010 | 2      | 4:20  | وودج، بولندا                            | فاز بلقب بطولة كيه إس دبليو لوزن خفيف الثقيل 2010.             |
| فاز     | 11–2    | نيكولاي أونيكينكو  | إخضاع (خنق خلفي عاري)                   | العالم المطلق إف سي                           | 24 يونيو 2010  | 2      | 2:32  | تشيبوكساري، روسيا                       |                                                                |
| فاز     | 10–2    | فويتشيك أورلووسكي  | إخضاع (خنق خلفي عاري)                   | كيه إس دبليو 13                               | 7 مايو 2010    | 1      | 1:37  | كاتوفيتسه، بولندا                       | نصف نهائي بطولة كيه إس دبليو لوزن خفيف الثقيل 2010.            |
| فاز     | 9–2     | خوليو بروتوس       | ضربة قاضية (ركلة رأس و لكمة)            | كيه إس دبليو 13                               | 7 مايو 2010    | 1      | 3:40  | كاتوفيتسه، بولندا                       | ربع نهائي بطولة كيه إس دبليو لوزن خفيف الثقيل 2010.            |
| فاز     | 8–2     | مارو بيراك         | إخضاع (خنق خلفي عاري)                   | كيه إس دبليو 10                               | 12 ديسمبر 2008 | 2      | 1:51  | وارسو، بولندا                           |                                                                |
| فاز     | 7–2     | كريستيان مبومبو    | إخضاع (شريط الذراع)                     | كيه إس دبليو إكسترا                           | 13 سبتمبر 2008 | 2      | 3:12  | دابروفا غورنيزا، بولندا                 |                                                                |
| فاز     | 6–2     | عزيز كارا أوغلو    | إخضاع (شريط الذراع)                     | كيه إس دبليو التاسع                           | 9 مايو 2008    | 1      | 4:13  | وارسو، بولندا                           | فاز ببطولة كيه إس دبليو لوزن خفيف الثقيل 2008.                 |
| فاز     | 5–2     | أنطوني شميليوسكي   | إخضاع (شريط الذراع)                     | كيه إس دبليو التاسع                           | 9 مايو 2008    | 2      | 2:54  | وارسو، بولندا                           | نصف نهائي بطولة كيه إس دبليو لوزن خفيف الثقيل 2008.            |
| فاز     | 4–2     | مارتن زاوادا       | قرار القضاة (بالإجماع)                  | كيه إس دبليو التاسع                           | 9 مايو 2008    | 2      | 5:00  | وارسو، بولندا                           | ربع نهائي بطولة كيه إس دبليو لوزن خفيف الثقيل 2008.            |
| خسر     | 3–2     | أندريه فييت        | إخضاع (كيمورا)                          | كيه إس دبليو الثامن                           | 10 نوفمبر 2007 | 1      | 1:57  | وارسو، بولندا                           |                                                                |
| فاز     | 3–1     | دانيال دودا        | ضربة فنية قاضية (بالركبة واللكمات)      | كيه إس دبليو إليمينيشن                        | 15 سبتمبر 2007 | 1      | 1:35  | فروتسواف، بولندا                        | فاز ببطولة كيه إس دبليو لوزن خفيف الثقيل 2007.                 |
| فاز     | 2–1     | باول جاسينسكي      | ضربة فنية قاضية (باللكمات)              | كيه إس دبليو إليمينيشن                        | 15 سبتمبر 2007 | 1      | 2:36  | فروتسواف، بولندا                        | نصف نهائي بطولة كيه إس دبليو لوزن خفيف الثقيل 2007.            |
| فاز     | 1–1     | سيباستيان أولتشاوا | قرار القضاة (بالإجماع)                  | كيه إس دبليو إليمينيشن                        | 15 سبتمبر 2007 | 2      | 5:00  | فروتسواف، بولندا                        | ربع نهائي بطولة كيه إس دبليو لوزن خفيف الثقيل 2007.            |
| خسر     | 0–1     | مارسين كريستوفياك  | قرار القضاة (بالإجماع)                  | إف سي بي 3: خالدوف ضد تروينج                  | 25 فبراير 2007 | 2      | 5:00  | بوزنان، بولندا                          |                                                                |

## نزالات الدفع مقابل المشاهدة
| #  | الحدث        | القتال                | التاريخ        | المكان          | المدينة                             | المبلغ      |
| -- | ------------ | --------------------- | -------------- | --------------- | ----------------------------------- | ----------- |
| 1. | يو إف سي 259 | بلاهوفيتش ضد أديسانيا | 6 مارس 2021    | يو إف سي أبيكس  | لاس فيغاس، نيفادا، الولايات المتحدة | 800،000     |
| 2. | يو إف سي 282 | بلاهوفيتش ضد أنكلايف  | 10 ديسمبر 2022 | تي موبايل أرينا | لاس فيغاس، نيفادا، الولايات المتحدة | لم يُكشف عنه |

## وصلات خارجية
- يان بلاهوفيتش على موقع يو إف سي (الإنجليزية)
- يان بلاهوفيتش على موقع شيردوغ (الإنجليزية)
- يان بلاهوفيتش على موقع Tapology.com (الإنجليزية)
- يان بلاهوفيتش على موقع IMDb (الإنجليزية)
- يان بلاهوفيتش على موقع قاعدة بيانات الفيلم (الإنجليزية)